# Tang Jiuhong
Tang Jiuhong (född 14 februari 1969) är en kinesisk idrottare som tog brons i badminton vid olympiska sommarspelen 1992.